# Мосъл Бей (община)
Община Мосъл Бей (на английски: Mossel Bay, на африканс Mosselbaai, Моселбай) е община в окръг Идън, провинция Западен Кейп, Република Южна Африка, с площ 2011 km².

## Население
71 439 (2001)

### Расов състав
(2001)
- 34 678 души (48,51%)- цветнокожи
- 20 351 души (28,46%)- бели
- 16 208 души (22,67%)- черни
- 258 души (0,36%)- азиатци